# (43669) Winterthur
Der Asteroid (43669) Winterthur wurde am 16. April 2002 von Markus Griesser, dem Leiter der Sternwarte Eschenberg in Winterthur (Schweiz), entdeckt.
Der durch den Entdecker vorgeschlagene Name würdigt die sechstgrösste Schweizer Stadt, in der die Sternwarte steht.